# اس‌اس ایبریا (۱۹۵۴)
اس‌اس ایبریا (۱۹۵۴) (به انگلیسی: SS Iberia (1954)) یک کشتی است که طول آن ۷۱۸٫۸ فوت (۲۱۹٫۱ متر) می‌باشد. این کشتی در سال ۱۹۵۴ ساخته شد.